# Mohamed Ben Attia

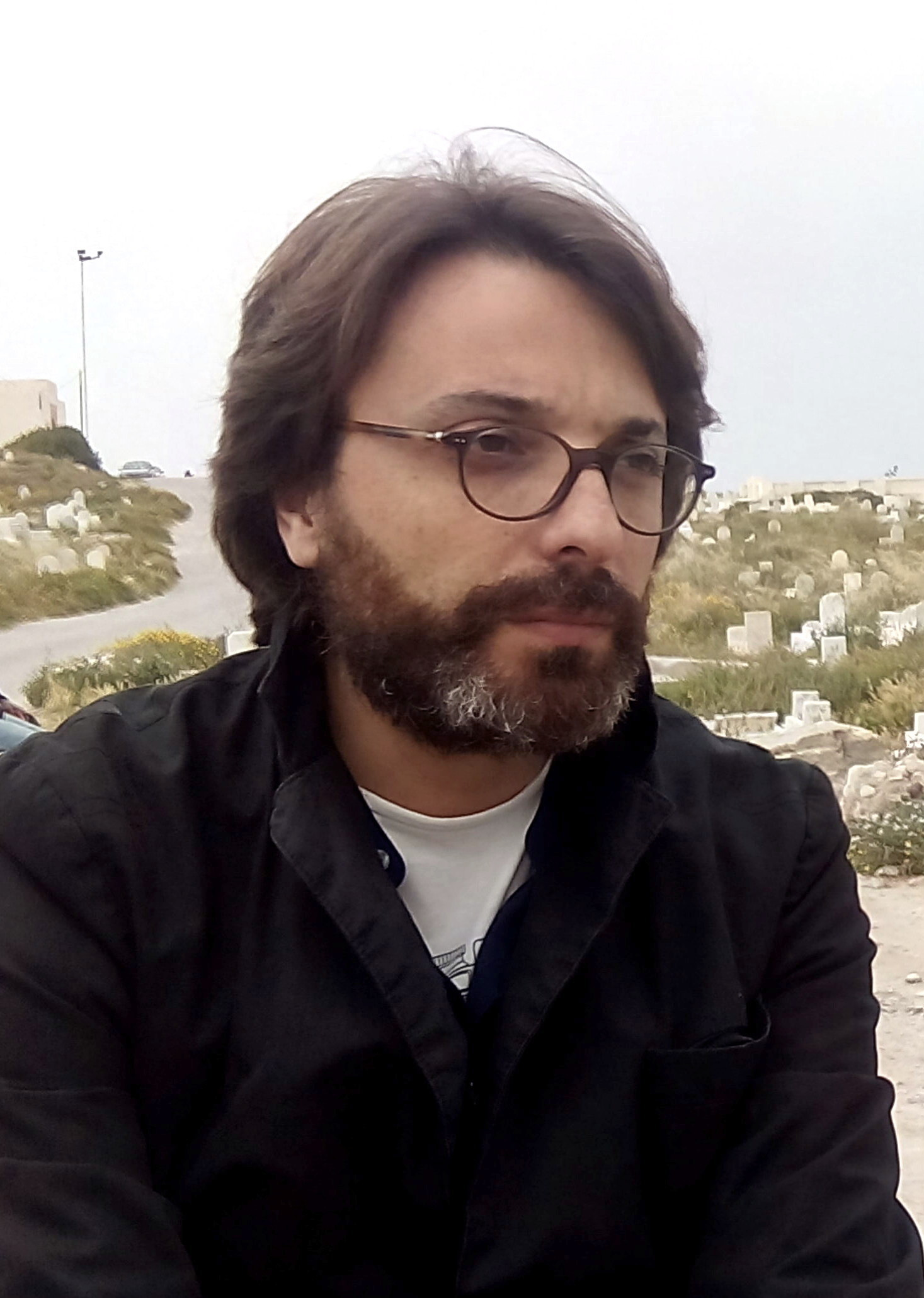
Mohamed Ben Attia

Mohamed Ben Attia (* 1976 in Tunis) ist ein tunesischer Filmregisseur und Drehbuchautor.

## Leben

### Ausbildung und erste Kurzfilmarbeiten
Mohamed Ben Attia schloss 1998 das Institut des hautes études commerciales (IHEC) in Tunis ab. Danach studierte er das Fach Audiovisuelle Kommunikation an der nordfranzösischen Universität Valenciennes. Er ist Inhaber eines Diplôme d’études supérieures spécialisées (DESS) in diesem Studienfach.
International als Regisseur eines Kurzfilms trat Attia erstmals 2005 mit Romantisme: deux comprimés matin et soir in Erscheinung. Das 20-minütige Werk stellt einen Mann und eine Frau in den Mittelpunkt, die eine Kinovorstellung besuchen, den jeweils anderen bemerken und sich in romantische Fantasien stürzen. Der Kurzfilm war Teil von zwanzig tunesischen Beiträgen, die auf dem panafrikanischen Film- und Fernsehfestival FESPACO in Ouagadougou (Burkina Faso) präsentiert wurden und die von der französischen Tageszeitung L’Humanité als „Alltagsgeschichten, oft weitab jeglicher politischer Idee“ bewertet wurden. Attia protestierte wiederum, dass die tunesischen Filmemacher keine „Märtyrer des Lebens“ sein könnten. Zwei Jahre später belegte er beim FESPACO-Festival für seinen zweiten Kurzfilm Kif Lokhrim (französischsprachiger Titel: Comme les autres) den zweiten Platz. Der 22-minütige Streifen stellt einen frustrierten jungen Mann in den Mittelpunkt, der versucht aus der täglichen Routine des Alltags auszubrechen und das Herz seiner Traumfrau mit chinesischen Massagen zu erobern.
2011, im Jahr der Jasminrevolution und des Sturzes von Präsident Zine el-Abidine Ben Ali, erhielt Attia für seinen dritten Kurzfilm Mouja (La vague) den Jurypreis Coup de Coeur auf dem frankophonen Filmfestival von Vaulx-en-Velin. In dem 12-minütigen Drama erzählt eine Großmutter ihrem Enkel eine romantische Geschichte von der Herkunft einer Narbe an ihrem Arm, vertraut diesem aber im Erwachsenenalter die schockierende Wahrheit an. Darstellerin Sondess Belhassen erhielt für ihre Leistung eine Lobende Erwähnung der Jury auf dem mediterranen Kurzfilmfestival von Tanger. Im selben Jahr wurde Attia im Zusammenhang mit dem Beginn des Arabischen Frühlings mit weiteren tunesischen Kurzfilmregisseuren wie Moez Ben Hassen, Malik Amara, Amen Gharbi, Nasreddine Maati und Ghanem Ghaouar zu den 64. Internationalen Filmfestspiele von Cannes eingeladen, um ihre bisherigen Arbeiten vorzustellen. Ebenfalls im Jahr 2011 wagte sich Attia an die fiktive Kurzdokumentation Loi 76, eine Zukunftsvision von Tunesien im Jahr 2015 nach Neuwahlen, exemplarisch anhand von vier Personen dargestellt. Mit dieser Produktion wollte er das politische Bewusstsein seiner Landsleute fördern.
2013 entstand der 20-minütige Kurzfilm Selma. In dem Drama übernahm Nejma Zeghidi die Titelrolle einer jungen Witwe, die nach dem Unfalltod ihres taxifahrenden Ehemanns selbst beschließt in das Gewerbe einzusteigen, um ihrer Tochter eine bessere Zukunft zu ermöglichen. Dabei trifft sie nicht nur auf Widerstand in ihrer Familie, sondern auch auf Seiten der tunesischen Bürokratie und Versicherungswirtschaft.

### Spielfilmdebüt
2016 erhielt Attia für sein Spielfilmdebüt Hedis Hochzeit (englischsprachiger Festivaltitel: Hedi) eine Einladung in den Wettbewerb der 66. Internationalen Filmfestspiele Berlin, wo er den Preis für das beste Erstlingswerk erhielt, während sein Hauptdarsteller Majd Mastoura den Silbernen Bären gewann. Die romantische Komödie stellt den jungen Tunesier Hedi (Mastoura) in den Mittelpunkt, der kurz vor einer von seiner autoritären Mutter arrangierten Hochzeit steht. Auf einer Geschäftsreise nach Mahdia verliebt sich der zukünftige Bräutigam aber in die Hotelangestellte Reem und erkennt, dass er sein Leben von nun an selbst in die Hand nehmen muss. „Diese Geschichte ist eine Begutachtung der tunesischen Jugend von heute. Es gibt keine Waffen, keine Demonstrationen, keine Helden die über Barrikaden klettern und ihre Brüste den Patronen anbieten. Mein Ziel ist es, den Schleier über diese [Generation] zu lüften, die herumtastet, sich vorwärts und rückwärts bewegt.“, so Attia über seinen Film. „Wie viele andere, versucht Hedi sich selbst aus der Tradition zu befreien und entscheidet sich schließlich dazu, die Dinge aus dem Inneren heraus zu ändern. Durch das Erzählen einer Geschichte über Figuren, die versuchen was sie können, mit dem was sie haben, wollte ich ein Porträt des heutigen Tunesiens malen, ein Land in den Wirren tiefer sozialer, religiöser und wirtschaftlicher Veränderungen.“
Für die Entwicklung des Drehbuchs arbeitete Attia u. a. 2012 mit der partnerschaftlich vom Kulturministerium und dem Institut français organisierten Schreibwerkstatt Atelier Sud Ecriture in Tunis zusammen, die von den französischen Filmemachern Emmanuel Bourdieu und Jacques Fieschi unterstützt wurde. Ursprünglich hatte er auch geplant, den von Nomadis Images und Les Films du Fleuve der Dardenne-Brüder produzierten Hedis Hochzeit im Rahmen des Co-production Lab Open Doors des Internationalen Filmfestivals von Locarno 2015 vorzustellen. Aus Protest gegen die Zusammenarbeit des Festivals mit dem Israel Film Fund in der Sparte First Look zogen aber Attia und sein Landsmann Nejib Belkadhi (Retina) ihre Beiträge zurück.
Sein Film Mein lieber Sohn (Weldi, internationaler Titel: Dear Son) wurde als tunesischer Beitrag für den besten internationalen Film für die Oscarverleihung 2020 ausgewählt.

## Filmografie
- 2005: Romantisme: deux comprimés matin et soir (Kurzfilm)
- 2006: Kif Lokhrim (Kurzfilm)
- 2010: Mouja (موجة, Kurzfilm)
- 2011: Loi 76 (Kurzfilm)
- 2013: Selma (سلمى, Kurzfilm)
- 2016: Hedis Hochzeit (نحبك هدي, Inhebbek Hedi)
- 2018: Mein lieber Sohn (Weldi)

## Auszeichnungen
- 2007: 2. Platz beim FESPACO-Festival für Kif Lokhrim
- 2011: Jurypreis Coup de Coeur beim Film Court francophone von Vaulx-en-Velin für Mouja
- 2016: Preis für das Beste Erstlingswerk auf den 66. Internationalen Filmfestspielen Berlin für Hedis Hochzeit
- 2016: Goldene Athene des Athens International Film Festival für Hedis Hochzeit (Bester Film)